# Luan Michel de Louzã
Luan Michel de Louzã, mais conhecido como Luan (Araras, 21 de setembro de 1988), é um futebolista brasileiro que atua como atacante. Atualmente, joga pelo Gama.

## Carreira

### Início da Carreira
Depois de iniciar a carreira profissional em 2007 no União São João, Luan jogou pelo São Caetano entre 2008 e 2010, quando foi vendido ao Toulouse, da França.

### Palmeiras
Em 4 de agosto de 2010, Luan foi contratado pelo Palmeiras por empréstimo até julho de 2011. O Alviverde pagou cerca de R$800 mil pela negociação.

#### 2010
Fez sua estreia em partida do Campeonato Brasileiro contra o Goiás, num empate por 1x1.

#### 2011
Em 2011, Luan foi um dos jogadores mais criticados pela torcida pela falta de gols, já que era um atacante. Porém, Luan ajudava na marcação e era peça importante na tática do técnico Felipão.
A partida em que foi mais criticado foi na derrota para o Coritiba por 6 a 0 na Copa do Brasil, em maio. Os muros do Palestra Itália foram pichados com protestos que eram diretamente contra Luan e Rivaldo. Uma espécie de garrafa incendiária foi jogada em seu carro, mas apenas quebrou o vidro.
Luan voltou a marcar no Brasileirão e seus gols foram importantes, tanto em vitórias ou empates no campeonato. Um exemplo foi na goleada sobre o Avaí no Canindé por 5 a 0, em que marcou dois gols, que levou o Palmeiras à vice-liderança da competição.
Mesmo assim, continuou a ser questionado pela torcida, que, de brincadeira, o apelidou de "Luanel Messi", principalmente no Twitter.
Em agosto de 2011, o Palmeiras adquiriu 100% dos direitos federativos de Luan, e assinou novo contrato até o meio de 2016.

#### 2012
Em 2012, Luan foi campeão pelo alviverde da Copa do Brasil de 2012, que marcou a primeira conquista nacional do Palmeiras em 12 anos. Na decisão, disputada contra o Coritiba, o atacante jogou o final da partida contundido e mancando, já que a equipe já havia feito as três substituições possíveis. Tal atitude foi reconhecida pela torcida alviverde como um feito de garra do jogador. Fez, no entanto, no mesmo ano, parte do elenco que rebaixou o Palmeiras para a Série B do Campeonato Brasileiro.

#### 2013
Estreou em 2013 com o Palmeiras no jogo contra o Bragantino em 20 de janeiro, em um empate por 0 a 0, no Estádio do Pacaembu, válido pelo Campeonato Paulista. Na ocasião, foi bastante vaiado pela torcida e não descartou abandonar o clube. Na rodada seguinte, contra o Oeste, em 23 de janeiro, Luan, apesar de ter anotado um dos gols da vitória palmeirense por 3 a 1, foi novamente vítima da insatisfação dos torcedores, que, mais uma vez, vaiaram-no. O jogador, no entanto, ao ser questionado pelos repórteres, apenas exaltou o triunfo alviverde.

### Empréstimo ao Cruzeiro
Não aguentando mais ser hostilizado pela torcida atuando pelo clube palestrino, Luan pediu para ser negociado no fim de janeiro. Depois de ter se aproximado do Internacional, o atacante acabou fechando com o Cruzeiro, que cedeu aos paulistas os volantes Marcelo Oliveira e Charles.
Em Belo Horizonte, Luan contribuiu na campanha do título brasileiro fazendo 3 gols na vitória sobre o São Paulo, que colocou o time na liderança do campeonato.
Pelo clube mineiro, foi campeão brasileiro em 2013 e campeão mineiro em 2014.

### Empréstimo ao Al-Sharjah
Em julho de 2014, Luan foi emprestado ao Al-Sharjah.

### Volta ao Palmeiras
Reintegrou o elenco palmeirense em setembro de 2015, mas voltou a jogar pelo clube palestrino apenas em junho do ano seguinte, em partida do campeonato brasileiro contra o Flamengo, onde substituiu Matheus Sales.

### Atlético Paranaense
Em agosto de 2016, Luan foi emprestado ao Atlético Paranaense até o final do ano. O atacante teve seu contrato renovado por mais uma temporada com o Palmeiras.

### Red Bull Brasil
Em fevereiro de 2017, fora dos planos da temporada do Palmeiras, Luan foi novamente emprestado, desta vez para o Red Bull Brasil, onde ficou até o final do campeonato paulista daquele ano.

### América Mineiro
Em maio de 2017, foi emprestado por um ano ao América Mineiro. Pelo clube mineiro, foi campeão brasileiro da série b daquele ano, e, em dezembro, Luan foi contratado em definitivo, assinando contrato até o final de 2018.
Em 2018, entretanto, Luan não teve uma boa temporada pelo América, que acabou sendo rebaixado no campeonato brasileiro daquele ano. Em dezembro, não teve seu vínculo renovado com o clube mineiro.

### Sport
Em janeiro de 2019, Luan assinou contrato com o Sport. Entretanto, pelo clube pernambucano, sofreu com lesões e não teve seu vínculo, que ia até abril de 2020, renovado.

### Oeste
Em agosto de 2020, assinou com o Oeste até fevereiro de 2021.

### Atibaia
Em fevereiro de 2021, assinou contrato com o Atibaia.

### Portuguesa
Em novembro de 2021, Luan assinou contrato com a Portuguesa, para a disputa do Paulistão de 2022.

## Títulos
Palmeiras
- Copa do Brasil: 2012
- Campeonato Brasileiro: 2016

Cruzeiro
- Campeonato Brasileiro: 2013[36] e 2014
- Campeonato Mineiro: 2014

América Mineiro
- Campeonato Brasileiro - Série B: 2017

Sport
- Campeonato Pernambucano: 2019

Portuguesa
- Campeonato Paulista - Série A2: 2022